# Applebys Plads
Applebys Plads er en trekantet plads og område i det sydlige Christianshavn i København mellem Langebro, Inderhavnen og Christianshavns Kanal. Den er opkaldt efter kong Christian 6.'s rebslager Peter Appleby, der drev sin virksomhed her i slutningen af 1700-tallet, om end bygningerne fra dengang ikke længere eksisterer. De Danske Sukkerfabrikkers bygning langs havnen er fra 1912-13, mens resten af området har undergået byfornyelse i 1990'erne.
Området ligger ved Langebrogade, der adskiller det fra Christianshavns Vold mod syd og skaber forbindelse til både det østlige Christianshavn og til Islands Brygge. Ved kanalens udmunding ligger Cirkelbroen tegnet af Olafur Eliasson, der fører over til det vestlige Christianshavn.

## Historie
Christianshavn blev grundlagt i begyndelsen af 1600-tallet og var dengang betydeligt mindre end nu. Området syd for den nye bydel var kendt som Grønnegårds Havn og blev brugt som vinterhavn af Søværnets skibe, bekvemt overfor Christian 4.'s tøjhus hvor de blev udrustet. Op gennem århundredet blev området efterhånden solgt fra og fyldt op. I 1695 blev hele området erhvervet af Jan van Osten, der etablerede et skibsværft her.
Med etableringen af Nyholm nord for Christianshavn forlod Søværnets skibe gradvist Grønnegårds Havn. Englænderen Peter Appleby, der var blevet hentet til København af Christian 6. for at lave reb, fik et skøde på Overgaden Over Vandet 2 langs Christianshavns Kanal og fik også et stykke jord langs Langebrogade, hvor han opførte en 300 m lang reberbane. I 1750'erne foretog Appleby yderligere opfyldninger på begge sider af kanalen og gav i store træk området den udformning, det har i dag. Han etablerede et skibsværft på den nordlige side af kanalen og var også selv aktiv som reder.
Peter Applebys søn Peter Appleby Jr. overtog virksomheden efter sin fars død men formøblede formuen og solgte i 1833 Applebys Plads til Jacob Holm, der allerede ejede et skibsværft ved Wilders Plads, og som havde startet Danmarks første industrialiserede produktion af reb i 1811. Holm ombyggede Applebys lange reberbane til 103 boliger til arbejderne på hans skibsværft og fabrikker i 1833. De blev kendt som Holms Huse og er blevet beskrevet som de første arbejderboliger i Danmark.
I 1897 overtog De Danske Sukkerfabrikker, en af mange virksomheder stiftet af C.F. Tietgen, Applebys Plads, mens Burmeister & Wain, en anden Tietgen-virksomhed, overtog området på den anden side af kanalen. Efter en brand i en af deres andre fabrikker opførte sukkerfabrikkerne en ny sukkerfabrik langs havnen i 1912. Området tjente siden som hovedkvarter for Danisco, indtil virksomheden blev overtaget af Nordzucker i 2009
En mindre del af Holms huse blev revet ned i 1930'erne for at give plads til boligbyggeriet Voldgården, mens den lange række langs Langebrogade overlevede indtil slutningen af 1950'erne.
En stor del af Applebys Plads undergik byfornyelse i 1995-1996, da et boligbyggeri blev opført efter tegninger af Hvidt & Mølgaard. Det består af seksetages bygninger arrangeret som en åben blok omkring et haveanlæg med pergolaer og en legeplads.

## Skibe
To skibe ligger permanent til kaj ved Applebys plads. Det ene er restaurantskibet Viva, der blev ombygget til sin nuværende funktion på et skibsværft i Nyborg, og som første gang åbnede som restaurant ved Applebys Plads af den tidligere tv-kok Paolo Guimaraes. Det andet skib, Hotel Cph Living, er et hotelskib med 12 værelser, der åbnede i 2008.